# Comissió del Mercat de les Telecomunicacions
La Comissió del Mercat de les Telecomunicacions (CMT) és l'Autoritat Nacional de Regulació (ANR) espanyola creada el 1996 durant el procés de liberalització del sector de les telecomunicacions. Els principals objectius de la CMT són la regulació sectorial per evitar situacions inacceptables del mercat i de competència, garantir el compliment de les condicions d'interconnexió de xarxa i resoldre les disputes entre operadors. La Comissió del Mercat de les Telecomunicacions és una entitat de dret públic, adscrita al Ministeri d'Indústria, Turisme i Comerç, a través de la Secretaria d'Estat de Telecomunicacions i per a la Societat de la Informació, que exerceix les funcions de coordinació entre la Comissió i el Ministeri. La seva seu es trobava a la Torre Mapfre, fins al 6 d'octubre de 2010 quan s'inaugurà la nova seu del Carrer Bolívia de Barcelona al districte 22@ de la capital catalana.

## Creació i funcions
El Reial Decret Llei 6 /1996 va ser convalidat mitjançant la Llei 12/1997, de liberalització de les telecomunicacions, a través de la qual es van ampliar i perfilar les funcions que van ser inicialment atribuïdes a la Comissió del Mercat de les Telecomunicacions i es va definir una nova composició del Consell que exercita aquestes funcions. Amb l'entrada en vigor de la nova Llei 32/2003, general de telecomunicacions, derogant la Llei 12/1997 establint, en l'article 48, el nou règim jurídic, la composició del Consell i l'objecte i les funcions d'aquesta Comissió:
1. Funció arbitral entre operadors
2. Control del compliment de les obligacions de servei públic
3. Assignació de numeració als operadors
4. Adopció de mesures per assegurar la lliure competència
5. Informe de les propostes de tarifes
6. Fixació dels preus màxims d'interconnexió a les xarxes públiques
7. Exercici de la potestat sancionadora
8. Coordinació de les seves funcions amb la Comissió Nacional de la Competència.

## Curiositat
- Alguns equipaments de l'edifici s'ubiquen a les restes de l'antiga fàbrica de Can Tiana, catalogada com a patrimoni industrial.[3]